# Минский военный округ
Ми́нский вое́нный о́круг — военный округ Русской армии Вооружённых сил Российской империи.

## История
Минский военный округ (штаб-квартира — Минск) сформирован 19 июля (1 августа) 1914 года с началом Первой мировой войны, в соответствии с Циркуляром Главного управления Генерального штаба (ГУ ГШ) № 266, на основе Управления упразднённого тогда же Варшавского военного округа.
Военный округ включал в себя часть губерний Европейской России, входивших ранее в состав Варшавского и Виленского военных округов: Келецкую, Минскую, Могилёвскую, Радомскую, Петроковскую и Холмскую губернии, часть Волынской, Седлецкой и Смоленской губерний. 
В начале Великой войны Минский военный округ выполнял функции тыла Северо-Западного фронта, а с 1915 года — Западного фронта. В 1917 году Управление объединения дислоцировалось в городе Смоленск, и округ включал в себя Минскую, Могилевскую, большая часть Смоленской и Калужскую губернии.
После Февральской революции (переворота) начальник округа Е. А. (Е. А. Э.) Рауш-фон-Траубенберг был арестован солдатами, причём Временное правительство отказалось отдать приказ о его освобождении. 
В ноябре — декабре 1917 года, в связи с окончательным разложением вооружённых сил, октябрьской революцией (переворотом), и развалом органов военного управления, Русских гвардии, армии, флота и так далее, Минский военный округ был расформирован весной 1918 года, а большевики для защиты государства рабочих и крестьян перешли к созданию вооружённых сил Советской России. 
Вновь военный округ был сформирован в РККА Вооружённых Сил Советской России, в период гражданской войны и интервенции в России, приказом РВСР, от 28 ноября 1918 года, на территории Смоленской, Витебской, Могилевской, Минской и Виленской губерний РСФСР. Управление объединения находилось в городе Минск. А приказом Р.В.С.Р. № 377, от 14 декабря 1918 года, он был переименован в Западный военный округ (ЗапВО).

## Главный начальник округа
- 19 июля 1914 — 31 марта 1917 — генерал от кавалерии, барон Евгений Александрович (Евгений Александр Эрнст) Рауш-фон-Траубенберг;